# 블라디미르 대공
블라디미르 대공(러시아어: Великие князья Владимирских)은 블라디미르 대공국을 지배했던 군주의 칭호이다. 이반 1세때부터 모스크바 공작이 블라디미르 대공을 겸하며 모스크바 대공으로 승격되면서 이 칭호는 모스크바 대공국으로 넘어가게 되었다.

## 목록
- 안드레이 돌고루키 (1157년-1174년)
- 미할코 유리예비치 (1175년-1176년)
- 프세볼로트 3세 (1176년-1212년)
- 유리 2세 (1212년-1216년, 1218년-1238년)
- 콘스탄틴 프세볼로도비치 (1216년-1218년)
- 야로슬라프 2세 프세볼로도비치 (1238년-1246년)
- 스뱌토슬라프 3세 (1246년 ~ 1248년)
- 미하일 호로브리트 (1248년)
- 안드레이 2세 (1249년-1252년)
- 알렉산드르 넵스키 (1252년-1263년)
- 야로슬라프 3세 (1263년-1271년)
- 바실리 야로슬라비치 (1272년-1276년)
- 드미트리 알렉산드로비치 (1276년-1281년, 1283년-1294년)
- 안드레이 3세 (1293년-1304년)
- 미하일 야로슬라비치 (1304년-1318년)
- 유리 3세 (1318년-1322년)
- 드미트리 미하일로비치 (1322년-1326년)
- 알렉산드르 미하일로비치 (1326년-1327년)
- 알렉산드르 3세 바실레예비치 (1327년-1328년)
- 이반 1세 (1328년–1340년)

## 같이 보기
- 키예프 대공